# Tana paulseni
Tana paulseni är en tvåvingeart som först beskrevs av Philippi 1865.  Tana paulseni ingår i släktet Tana och familjen vapenflugor. Inga underarter finns listade i Catalogue of Life.